# Coupe d'Europe féminine de rink hockey 2018-2019
Navigation
Coupe d'Europe féminine 2017-2018 Coupe d'Europe féminine 2019-2020
La Coupe d'Europe féminine de rink hockey 2018-2019 est la 13e édition de la compétition européenne de rink hockey entre équipes de club. La phase finale a lieu à Manlleu, en Espagne.

## Compétition
Dans le premier tour (huitièmes de finale) 12 équipes se rencontrent en match aller et retour, les 6 vainqueurs rejoignent le tenant du titre  et un autre club désigné par tirage au sort pour les quarts de finale.
- Tenant du titre :  Hostelcur Gijón HC
- Club dispensé du 1er tour :  Montreux HC

Après les quarts de finale, les quatre vainqueurs disputent une finale à quatre les 16 et 17 mars 2019 dans une ville à désigner.

### Huitième de finale
Match aller le 10 novembre 2018 et match retour le 1 décembre 2018.
| Équipe 1        | Score | Équipe 2          | Aller | Retour |
| --------------- | ----- | ----------------- | ----- | ------ |
| Bison Calenberg | 1-22  | CP Manleu         | 1-6   | 0-16   |
| RHC Vordemwald  | 4-5   | CS Noisy-le-Grand | 3-3   | 1-2    |
| ERG Iserlohn    | 11-2  | SA Mérignac       | 10-0  | 1-2    |
| CP Voltregà     | 18-3  | Stuart HCM        | 8-3   | 10-0   |
| HCP Plegamans   | 23-1  | Nantes Métropole  | 15-1  | 8-0    |
| US Coutras      | 3-10  | SL Benfica        | 1-4   | 2-6    |

### Quarts de finale
Match aller le 12 janvier 2019 et match retour le 18 Février 2019.
| Équipe 1      | Score | Équipe 2           | Aller | Retour |
| ------------- | ----- | ------------------ | ----- | ------ |
| SL Benfica    | 3-4   | CP Voltregà        | 2-1   | 1-3    |
| HCP Plegamans | 14-1  | CS Noisy-le-Grand  | 10-0  | 4-1    |
| ERG Iserlohn  | 20-3  | Montreux HC        | 11-1  | 9-2    |
| CP Manleu     | 8-4   | Hostelcur Gijón HC | 5-0   | 3-4    |

### Final Four
Date: 16/17 mars 2019. Lieu: Manlleu
|  | Demi-Finales  | Demi-Finales  |             |       | Finale | Finale |
|  | Demi-Finales  | Demi-Finales  |             |       | Finale | Finale |
|  |               |               |             |       |        |        |
|  |               |               |             |       |        |        |
|  |               |               |             |       |        |        |
|  | CP Voltregà   | 9             |             |       |        |        |
|  | CP Voltregà   | 9             |             |       |        |        |
|  | ERG Iserlohn  | 1             |             |       |        |        |
|  | ERG Iserlohn  | 1             | CP Voltregà | 2     |        |        |
|  |               |               | CP Voltregà | 2     |        |        |
|  |               | HCP Plegamans | 1           |       |        |        |
|  | HCP Plegamans | HCP Plegamans | 1           | 2 (2) |        |        |
|  | HCP Plegamans |               |             | 2 (2) |        |        |
|  | CP Manleu     | 2 (1)         |             |       |        |        |
|  | CP Manleu     | 2 (1)         |             |       |        |        |

## Voir Aussi
- Ligue européenne de rink hockey 2018-2019